# Victor Sergent
Victor Sergent (Saint-Raphaël, 9 agosto 1886 – Arlay, 28 dicembre 1923) è stato un calciatore francese, di ruolo difensore.

## Carriera

### Nazionale
Ha collezionato 5 presenze con la propria Nazionale.